# Trachelopachys gracilis
Trachelopachys gracilis är en spindelart som först beskrevs av Eugen von Keyserling 1891.  Trachelopachys gracilis ingår i släktet Trachelopachys och familjen flinkspindlar. Inga underarter finns listade i Catalogue of Life.